# 감각 신경성 난청
감각 신경성 난청(感覺神經性難聽, 영어: sensorineural hearing loss)은 난청, 청각 장애의 일종으로, 주 병인은 내이나 감각기관(달팽이관 및 관련 구조), 청신경(뇌신경 VIII), 또는 신경 부위에서 발생한다. SNHL은 보고된 난청 중 약 90%를 차지한다. 감각 신경성 난청은 일반적으로 영구적이며 그 정도가 여러 가지로 나뉠 수 있다.(mild, moderate, severe, profound, total)

## 돌발성 난청
돌발성 난청(sudden sensorineural hearing loss, SSHL)은 한 번 또는 수일에 걸쳐 보통은 한 귀에 급속한 청력 손실이 오는 것을 말한다.
돌발성 난청이 있는 10명 중 9명이 한 귀에만 청력이 손실된다. 응급 상황으로 간주된다. 진단과 치료를 미룰 경우 치료의 효율성이 떨어지거나 효력이 없게 될 수 있다.

### 진단
돌발성 난청은 순수 톤 청력 검사를 통해 진단된다. 검사에서 3개의 근접합 주파수에서 최소 30db의 청력 손실이 보이면 돌발성 난청으로 진단한다. 이를 테면 30db의 청력 손실은 일상 대화가 귓속말로 아주 작게 들린다.

### 병인
돌발성 난청 진단 사례 중 10~15%만이 병인을 식별한다. 대부분의 경우 특발성이며, 이는 SIHL(sudden idiopathic hearing loss)과 ISHL/ISSNHL(idiopathic sudden sensorineural hearing loss)로 부른다.
- 바이러스: 종창은 바이러스에 의한 것일 수 있다.
- 내이의 혈관성 허혈
- 외림프루
- 자가 면역 - 전신 홍반성 루푸스, 다발혈관염 육아종증 등의 자가면역으로 인해서 발생할 수 있다.

### 치료
돌발성 난청 환자 중 약 절반이 자연적으로 청각을 어느 정도 또는 완전히 회복하며 보통은 발병한지 1~2주 이내에 해결된다. 이비인후과 의료인으로부터 치료를 받은 환자들 중 85%가 청각의 일부를 회복한다.
- 비타민, 항산화물질
- 혈관 확장
- 베타히스틴
- 고압산소[3]
- 항염증제
- 고막 내 투여

## 같이 보기
- 난청